# Extinktionskoeffizient
Der Extinktionskoeffizient (von lateinisch extinctio ‚Auslöschung‘) ist ein Maß für die Schwächung (Extinktion) von elektromagnetischen Wellen durch ein Medium, bezogen auf die Weglänge durch das Medium und auf die Stoffmengenkonzentration des Stoffs im Lösungsmittel. Die Schwächung erfolgt durch  Streuung und Absorption; wenn der Anteil der Streuung vernachlässigt werden kann, spricht man auch vom Absorptionskoeffizienten.
Der Extinktionskoeffizient wird häufig in der UV/VIS-Spektroskopie bzw. Photometrie verwendet.

## Chemie
In der Chemie ist der Extinktionskoeffizient {\displaystyle \varepsilon } (Epsilon), genauer gesagt der molare, dekadische Extinktionskoeffizient (Synonym: molarer Absorptionskoeffizient), ein Maß dafür, wie viel elektromagnetische Strahlung eine spezielle Substanz in molarer Konzentration (1 mol/l) bei einer Durchtrittslänge von 1 cm und bei einer bestimmten Wellenlänge absorbiert:
{\displaystyle \varepsilon ={\frac {E}{c\,d}}}
abgeleitet von einer fundamentalen Gleichung der Photometrie, dem lambert-beerschen Gesetz:
{\displaystyle \Leftrightarrow E=\varepsilon \,c\,d}
Darin bezeichnen
- E die Extinktion mit der Dimension einer Zahl, d. h. die Verminderung der Intensität des im Photometer gemessenen Lichtes (genauer ist die Extinktion definiert als der dekadische Logarithmus des Verhältnisses der Ausgangsintensität zu der hinter der Probe gemessenen Intensität, was auch als Probedurchlässigkeit bezeichnet werden kann).
- c die Stoffmengenkonzentration der Lösung in der Messküvette
- d die Schichtdicke der Messküvette (meist 1 cm).

Die gängige Einheit des Extinktionskoeffizienten ist l·mol−1·cm−1. Er ist abhängig von der Wellenlänge, der Temperatur, oft vom pH-Wert und bei vielen Farbstoffen vom verwendeten Lösungsmittel. Seine Angabe erfolgt meist für eine bestimmte Wellenlänge und beim Absorptionsmaximum in Bezug auf die anderen Parameter. Farbstoffe in wässriger Lösung haben in ihrem Absorptionsmaximum im sichtbaren Spektralbereich (VIS) Extinktionskoeffizienten bis zu 105 l·mol−1·cm−1 = 104 mol−1·m2.

## Optik

Optischer Extinktionskoeffizient (grüne Kurve) von Wasser zwischen 3 nm und 300 m

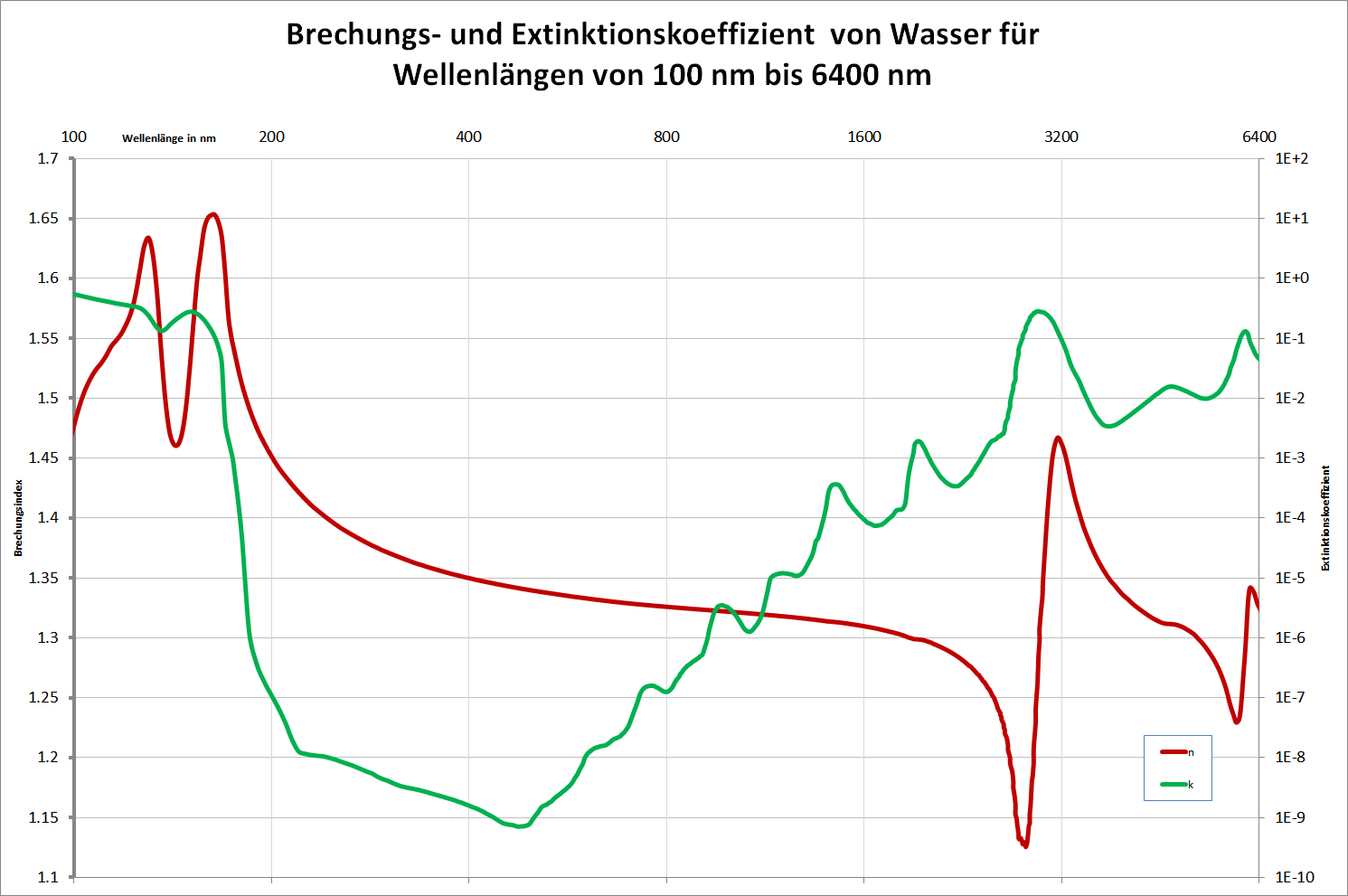
Optischer Extinktionskoeffizient (grüne Kurve) von Wasser zwischen 100 nm (UV) und 6400 nm (IR)

In diesem Bereich wird mit dem Begriff Extinktionskoeffizient {\displaystyle k} (auch {\displaystyle n''}) der Imaginärteil des komplexen Brechungsindex {\displaystyle {\hat {N}}=n-\mathrm {i} k} bezeichnet. Er ist eine Größe der Dimension Zahl für das Schwächungsvermögen eines Mediums: je größer, desto stärker wird die einfallende elektromagnetische Welle (z. B. Licht) vom Material aufgenommen (absorbiert). Dabei hängt der Extinktionskoeffizient stark von chemischen und kristallografischen Aufbau des Materials und somit von physikalischen Größen wie der Wellenlänge der Strahlung, der Temperatur usw. ab (siehe auch: Permittivität).
Der Extinktionskoeffizient {\displaystyle k} ist über den Realteil des komplexen Brechungsindex mit dem Absorptionsindex {\displaystyle \kappa } (griechisch: kappa) verknüpft:
{\displaystyle k=n\cdot \kappa }
Die Wirkung des Imaginärteils des Brechungsindexes lässt sich am Beispiel ebener elektromagnetischer Wellen herleiten:
{\displaystyle {\begin{aligned}E(z,t)&=E_{0}\cdot \exp \left({\mathrm {i} \omega t-\mathrm {i} kz}\right)\\&\quad \left\downarrow \ \mathrm {k} ={\frac {{\hat {N}}\omega }{c}}\right.\\&=E_{0}\cdot \exp \left({\mathrm {i} \omega t-\mathrm {i} {\frac {{\hat {N}}\omega }{c}}z}\right)\\&\quad \left\downarrow \ {\hat {N}}=n-k\mathrm {i} \right.\\&=E_{0}\cdot \exp \left({\mathrm {i} \omega t-\left(\mathrm {i} {\frac {n\omega }{c}}z+{\frac {k\omega }{c}}z\right)}\right)\\&=\underbrace {E_{0}\cdot \exp \left({-{\frac {k\omega }{c}}z}\right)} _{{\text{exponentiell abfallender Term für}}\ k>0}\cdot \underbrace {\exp \left({\mathrm {i} \omega t-\mathrm {i} {\frac {n\omega }{c}}z}\right)} _{\text{ursprüngliche Oszillation mit Phasenverschiebung}}\\\end{aligned}}}
Dabei sind
- {\displaystyle \omega =2\pi f=2\pi {\frac {c}{\lambda }}\ }: die Kreisfrequenz des Lichts
- {\displaystyle c}: die Naturkonstante Lichtgeschwindigkeit
- {\displaystyle E}: die elektrische Feldstärke der optischen Welle
- {\displaystyle \epsilon _{0}}: die elektrische Feldkonstante
- {\displaystyle k}: der Extinktionskoeffizient
- {\displaystyle {\hat {N}}}: der komplexe Brechungsindex des Mediums
- {\displaystyle z}: Eindringtiefe der Welle
- {\displaystyle t}: die Zeit
- {\displaystyle i}: die imaginäre Einheit

Die Amplitude in der Eindringtiefe {\displaystyle z} ist {\displaystyle E(z)=E_{0}\cdot \exp \left(-{\frac {k\omega }{c}}z\right)}. Ist also {\displaystyle k} positiv, so nimmt die Amplitude der Welle exponentiell ab.
Für die Intensität {\displaystyle I(z)} der eindringenden Welle gilt in der Eindringtiefe {\displaystyle z} des absorbierenden Mediums:
{\displaystyle {\begin{aligned}I&={\frac {1}{2}}\epsilon _{0}|{\hat {N}}|c|E(z)|^{2}\\&={\frac {1}{2}}\epsilon _{0}|{\hat {N}}|c\left(E_{0}\cdot \exp \left({-{\frac {k\omega }{c}}z}\right)\right)^{2}\\&={\frac {1}{2}}\epsilon _{0}|{\hat {N}}|cE_{0}^{2}\cdot \exp \left({-{\frac {2k\omega }{c}}z}\right)\\&=I(0)\cdot \exp \left({-{\frac {2k\omega }{c}}z}\right)\\\end{aligned}}}
Der Extinktionskoeffizient {\displaystyle k} bewirkt also einen exponentiellen Abfall der Lichtintensität.
Nach Einführung des Absorptionskoeffizienten {\displaystyle \alpha ={\frac {2k\omega }{c}}} mit der Dimension 1/Länge erhält man:
{\displaystyle I(z)=I(0)\cdot e^{-\alpha z}}
Manchmal wird auch {\displaystyle \alpha } Extinktionskoeffizient genannt (siehe z. B.).